# Brunon Bochynek
Brunon Bochynek (ur. 30 września 1892 w Królewskiej Hucie, zm. 8 maja 1921 w Chropaczowie) – działacz komunistyczny.
W 1906 roku ukończył szkołę ludową w Świętochłowicach, gdzie też już wtedy mieszkał. W 1910-1913 pracował w miejscowej hucie "Falva"
Podczas I wojny światowej został zmobilizowany do armii niemieckiej. Na Śląsk, do Świętochłowic powrócił w 1918. Wcześniej, bo w 1917 wstąpił do Socjaldemokratycznej Partii Niemiec, a następnie do Niezależnej Socjaldemokratycznej Partii Niemiec. Był współorganizatorem rozłamu w Związku Metalowców. W latach 1918–1919 wchodził w skład Rady Robotniczo-Żołnierskiej w Hucie Batory. W 1920 został wybrany z listy komunistycznej na przewodniczącego rady załogowej. Po utworzeniu w 1920 Komunistycznej Partii Górnego Śląska należał do jej aktywu. Brał czynny udział w organizowaniu strajków.
W dwa dni po wybuchu III powstania śląskiego został aresztowany wraz z bratem Franciszkiem przez żandarmerię powstańczą i rozstrzelany 8 maja 1921 na hałdzie w Chropaczowie.